# فراناویلا ماریتیما
فراناویلا ماریتیما (به ایتالیایی: Francavilla Marittima) یک کومونه در ایتالیا است که در استان کزنتزا واقع شده‌است.

## خصوصیات
فراناویلا ماریتیما ۳۲٫۸۸ کیلومترمربع مساحت و ۳٬۱۱۰ نفر جمعیت دارد و ۲۷۳ متر بالاتر از سطح دریا واقع شده‌است.